# Азијска црвенообраза веверица
Азијска црвенообраза веверица (лат. Dremomys rufigenis, енгл. Asian red-cheeked squirrel) је сисар из реда глодара (Rodentia) и породице веверица (Sciuridae).

## Распрострањење
Ареал врсте покрива средњи број држава. Врста има станиште у Кини, Индији, Тајланду, Лаосу, Вијетнаму. Бурми, Малезији и (непотврђено) Камбоџи.

## Станиште
Станишта врсте су шуме и бамбусове шуме.

## Угроженост
Ова врста је наведена као последња брига, јер има широко распрострањење и честа је врста.